# Артър Пейдж
Артър Пейдж (на английски: Arthur W. Page) е американски бизнесмен и пионер в областта на връзките с обществеността.

## Биография
Роден в Абърдийн, Северна Каролина в семейството на Алоу Уилсън Пейдж и Уолтър Хайнес Пейдж. Своето образование той завършва първо в гимназията Лоурънсвил в Ню Джърси, а после и в престижния Колеж „Харвард“ през 1905 г. Също като баща си, Артър Пейдж започва да практикува професията на журналист и 22 години работи в Doubleday Page. Там той работи най-много над списание World's Work. През 1927 г. Уолтър Гифорд предлага на Артър Пейдж да започне работа за АТ&Т на длъжност известна в наши дни като пиар.
Само 4 години по-късно Артър Пейдж вече е в борда на директорите на компанията. Така той е вицепрезидент на АТ&Т до своето пенсиониране на 64-годишна възраст през 1946 г., но остава председател на борда на директорите на компанията до 1948 г. Освен в АТ&Т, Артър Пейдж членува в бордовете и на „Чейс банк“, „Уестингхаус“, „Кенекот Купър“ и „Континентал ойл“ и в управителните съвети на колежа „Бенингтън“, на колежа към Колумбийския университет, на корпорация „Карнеги“, на Музея на изкуствата „Метрополитън“, на библиотеката „Морган“, на Южната образователна фондация и на Федералните фермери на Ашвил, Северна Каролина. Освен всичко това, той членува и в надзорния съвет на Хардвардския университет.
В приятелските кръгове на Артър Пейдж са Джон Рокфелер, Дейл Карнеги и още доста имена на известни личности от това време. Пейдж е консултант на американските президенти от Теодор Рузвелт до Дуайт Айзенхауер, както и на много държавни кабинети, на министерството на външните работи и на министерството на отбраната на САЩ, той стои зад изготвянето на прессъобщение от името на президента Хари Труман относно бомбардировките над Хирошима. Друго, с което Артър Пейдж ще остане в историята, е че е един от основателите на радио „Свободна Европа“, а също и консултант в Националния съвет по мерките за сигурност на САЩ.

## Принципи на Пейдж за управлението на ПР
Артър Пейдж е автор на шест принципа за управлението на връзките с обществеността:
1. Говори истината. Позволи на публиката да знае какво се случва и да получава точна информация за компанията, нейните идеали и дейности.
2. Докажи го с дела. 90% от възприятието на организацията от публиките се определя от това, което организацията прави, и само 10% от това, което организацията говори.
3. Слушай клиентите. Да служиш добре на компанията означава да знаеш какво иска и от какво се нуждае публиката/обществото. Информирай хората, които вземат решения и служителите в компанията за реакциите на публиките относно продуктите на организацията, нейните политики и дейности.
4. Управлявай с поглед към бъдещето. Предвиждай обществените реакции и отстрани практиките, които създават трудности. Създавай добронамерена атмосфера.
5. Управлявай ПР така, сякаш цялата компания зависи от него. Корпоративните отношения са управленска функция. Не трябва да бъде осъществявана корпоративна стратегия, ако не бъде взето предвид въздействието ѝ върху публиката.
6. Запази спокойствие, търпение и добро настроение. Създай условия за чудесата на ПР с постоянство, спокойствие и основателно внимание към информацията и контактите. Когато се зададе криза, помнете, че хладнокръвните комуникират най-добре.